# خطوط أوشيانيك الجوية
خطوط أوشيانيك الجوية (بالإنجليزية: Oceanic Airlines)‏ هي شركة طيران وهمية تم استخدامها في عدة أفلام و برامج تلفزيونية أبرزها المسلسل الأمريكي لوست الذي تم عرضه على هيئة الإذاعة الأمركية (بالإنجليزية: ABC)‏ منذ العام 2004 و استمر لسته مواسم تليفزيونية.
الظهور الأوسع و الأشهر لهذه الخطوط كان في المسلسل لوست بمواسمه المختلفة ، حيث تبدأ قصة المسلسل بتحطم الطائرة في رحلة رقم 815 من هذه الخطوط على جزيرة نائية في المحيط الهادئ.

## وصلات خارجية
- Boeing 747-121 at Airliners.net. A تصوير فوتوغرافي history of the بوينغ 747 filmed in Executive Decision.
- Boeing 747-SP at Airliners.net. A تصوير فوتوغرافي history of the بوينغ 747 used during the filming of Code 11-14.
- Lockheed L-1011-385-1 TriStar 1 at Airliners.net. A photographic history of the لوكهيد إل-1011 تراي ستار لوكهيد تراى ستار dismantled for the set of Lost.